# Heterospilus ceballosi
Heterospilus ceballosi är en stekelart som först beskrevs av Docavo Alberti 1960.  Heterospilus ceballosi ingår i släktet Heterospilus och familjen bracksteklar. Inga underarter finns listade i Catalogue of Life.